# Secara
Secara – wieś w Rumunii, w okręgu Teleorman, w gminie Crângu. W 2011 roku liczyła 405 mieszkańców.